# Robert A. McGowan

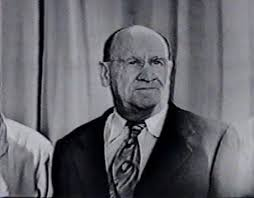
Robert A. McGowan

Robert Anthony McGowan, anche accreditato come Anthony Mack (Denver, 22 maggio 1901 – Los Angeles, 20 giugno 1955), è stato un regista e sceneggiatore statunitense.

## Biografia
Nato a Denver nel 1901, cominciò a lavorare come assistente di regia di suo zio Robert F. McGowan alla direzione della serie Simpatiche canaglie. Vista però la somiglianza che accomunava il suo nome e quello dello zio, venne spesso accreditato come Anthony Mack. Divenne regista assoluto delle Simpatiche canaglie solo nel 1926, quando lo zio, costretto al riposo a causa dello stress che gli procurava lavorare con dei bambini, dovette prendersi dei periodi di riposo.
I cortometraggi di Mack tuttavia, non furono ben accolti come quelli dello zio, così lasciò la regia nel 1930. 
Dal 1938 al 1944, durante l’era MGM, lavorò in quasi tutti i 52 episodi prodotti in quegli anni come sceneggiatore.
Durante i primi anni '50 fu accusato di collaborazione con il regime comunista sovietico e inserito nella Lista nera di Hollywood, bloccandogli così ogni possibilità di continuare a lavorare nel mondo dello spettacolo.
Sposato e con due figli, morì il 20 luglio 1955, a 54 anni, quasi cinque mesi dopo suo zio Robert Francis

## Filmografia
- Playin' Hookey (1928)